# 西韋勒姆 (麻薩諸塞州)
西韋勒姆（英語：West Wareham）是位於美國麻薩諸塞州普利茅斯縣的一個普查規定居民點。

## 人口
根據2020年美國人口普查的數據，西韋勒姆的面積為9.83平方千米，當中陸地面積為9.66平方千米，而水域面積為0.17平方千米。當地共有人口2224人，而人口密度為每平方千米226.25人。